# 阮文孝 (外交官)
阮文孝（1906年4月4日—1995年9月23日），原越南共和國總統阮文紹的長兄，越南共和國律師、外交官，曾擔任越南共和國駐澳洲、新西蘭、意大利、西班牙和希臘等國大使。

## 生平
1906年4月4日，阮文孝出生於法屬印度支那寧順省潘郎市社。
阮文孝早年在法國巴黎接受教育，成爲了一名律師。在法國殖民時期，他在殖民政府中擔任公務員。
1963年12月，阮文孝被任命爲越南共和國駐澳洲大使。1964年3月17日，阮文孝到任，並於次月遞交國書。1966年10月10日，阮文孝離任。
此外，阮文孝還擔任過越南共和國駐意大利、希臘和西班牙大使。
1995年9月23日，阮文孝在美國德薩斯州侯斯頓逝世。